# Paparazzi (film, 1963)
 (décembre 2020).
Si vous disposez d'ouvrages ou d'articles de référence ou si vous connaissez des sites web de qualité traitant du thème abordé ici, merci de compléter l'article en donnant les références utiles à sa vérifiabilité et en les liant à la section « Notes et références ».
Cet article concerne un documentaire. Pour les autres significations, voir Paparazzi (homonymie).
Pour plus de détails, voir Fiche technique et Distribution.
Paparazzi est un film documentaire français de court métrage réalisé par Jacques Rozier et sorti en 1963.

## Synopsis
Le 17 mai 1963, à 17 heures, l’équipe du film Le Mépris arrive à Capri pour tourner les scènes extérieures. L’arrivée, sur l’île, de Brigitte Bardot, la « fille la plus photographiée du monde » (sic) et de son metteur en scène Jean-Luc Godard, l’un des principaux porte-drapeaux de la Nouvelle Vague, s’accompagne d’une horde de paparazzi qui les piste depuis Rome. Les rochers qui surplombent la villa Malaparte, lieu du tournage, sont truffés de photographes bardés de leur attirail, notamment de leurs monstrueux téléobjectifs de l’époque (300 mm) permettant d’obtenir, à 50 mètres, le cliché en pied d’un personnage. Ils mitraillent Bardot sans relâche, en bikini, caressant un chien, jouant ou rigolant avec Piccoli jusqu’à ce qu’elle les aperçoive, ce qui ne la fait plus du tout rire. Elle se drape alors dans un peignoir et dans sa dignité. Godard essaie de négocier, avec l’intervention des carabinieri, le départ des paparazzi, en vain. La querelle se poursuit durant tout le tournage allant même jusqu’à un accrochage entre trois paparazzi et l'entourage de Bardot à la sortie d’un restaurant. Michel Piccoli, Jean Lescot et Davide Tonelli commentent ces affrontements qui engendrèrent ce document historique.

### Point de vue de la critique
- Bernard Genin[1] : « Mai 1963, à Capri, Jean-Luc Godard commence le tournage du Mépris dont la vedette est Brigitte Bardot. Nous sommes en pleine « bardolâtrie » et, bien que située sur un rocher entouré par la mer, la villa Malaparte, où travaille l’équipe, est cernée par les paparazzi. Le terme est né trois ans plus tôt dans La Dolce Vita, où Fellini appelait « paparazzo » un photographe trop indiscret. Jacques Rozier, à qui on avait demandé un reportage sur la rencontre Bardot-Godard, eut l’idée d’appliquer aux paparazzi leurs propres méthodes. D’où ce passionnant document sur les coulisses d’un film devenu mythique. Et surtout, sur la naissance d’une profession nouvelle, plus proche de celle de charognard que du journalisme… »

## Fiche technique
- Titre : Paparazzi
- Réalisation : Jacques Rozier
- Scénario : Jacques Rozier
- Commentaires : textes de Jacques Rozier dits par Michel Piccoli, Jean Lescot et Davide Tonelli
- Assistants-réalisation : Michel S. Cavillon, Hubert Watrinet
- Musique : Antoine Duhamel
- Photographie : Maurice Perrimond
- Son : Jean Baronnet
- Mixage son : Louis Perrin
- Montage : Jacques Rozier
- Pays d’origine :  France
- Langue : français
- Société de production : Les Films du Colisée (France)
- Période de tournage : début prises de vue le 17 mai 1963
- Tournage extérieur : Capri (Italie)
- Format : noir et blanc — 35 mm — son monophonique
- Genre : documentaire, court métrage
- Durée : 18 minutes
- Date de sortie :  1963

## Distribution
- Michel Piccoli : lui-même et voix off
- Jean Lescot : voix off
- Davide Tonelli : voix off
- Brigitte Bardot : elle-même
- Jean-Luc Godard : lui-même
- Fritz Lang : lui-même
- Jack Palance : lui-même
- Giorgia Moll : elle-même